# 大慶駅 (黒龍江省)
大慶駅（だいけいえき）とは、中華人民共和国黒竜江省大慶市龍鳳区龍鳳鎮に位置する浜洲線の駅。駅の代碼は57368。哈爾浜駅から96km、満州里駅からは839kmの位置にあり、二等駅。

## 歴史
- 1900年　開業。

## 隣の駅
中華人民共和国鉄道部
浜洲線
大慶東駅 - 大慶駅 - 大慶西駅
座標: 北緯46度35分46秒 東経125度00分19秒 / 北緯46.5961度 東経125.0054度